# Mikhail Bariban
Mikhail Mikhailovich Bariban (em russo:  Михаил Михайлович Барибан); Krasnodar, 25 de fevereiro de 1949 - Krasnodar, 8 de agosto de 2016) foi um saltador triplo russo que representou a URSS. Bariban treinou no Dynamo em Krasnodar. Ele ganhou duas medalhas no Campeonato Europeu em Pista Coberta bem como uma medalha de ouro na Universíada de Verão de 1973.
A partir de 2006 Bariban é o diretor do N2 do Desporto Escolar de Crianças e Jovens em Krasnodar. 